# Новофёдоровка (Миякинский район)
Новофедоровка (баш. Яңы Федоровка) — деревня в Миякинском районе Республики Башкортостан Российской Федерации. Входит в состав Сатыевского сельсовета. 

## География

### Географическое положение
Расстояние до:
- районного центра (Киргиз-Мияки): 25 км,
- центра сельсовета (Сатыево): 8 км,
- ближайшей ж/д станции (Аксёново): 70 км.

## Население
| 2002 | 2009 | 2010 |
| ---- | ---- | ---- |
| 92   | ↘76  | ↘63  |

Национальный состав
Согласно переписи 2002 года, преобладающая национальность — русские (78 %).